# سدیم فلورواستات
سدیم فلورواستات (به انگلیسی: Sodium fluoroacetate) با فرمول شیمیایی NaFC۲H۲O۲ یک ترکیب شیمیایی است. که جرم مولی آن ۱۰۰ g/mol می‌باشد. شکل ظاهری این ترکیب، پودر سفید کُرک‌دار است.